# اسبله‌ایان
اسبله‌ایان تیره‌ای از آبزیان از راسته گربه‌ماهی‌سانان هستند.
اسبله‌ایان دارای زائده‌های حسگر سبیل‌شکل هستند و در آب‌های شیرین زندگی می‌کنند.